# Volvo B10BLE
De Volvo B10BLE is een laagvloers stadsbus chassis dat zeer populair was in Scandinavië, het Verenigd Koninkrijk en Australië. Het model werd gelanceerd rond 1992 met de motor gemonteerd op de achteroverhang van de bus. Het was de opvolger (stadsbus chassis versie) van de Volvo B10B en wordt gebruikt als basis voor enkelvloersbussen wereldwijd. De B10BLE is verkrijgbaar in een diesel-aangedreven variant, en later ook in een cng-aangedreven variant met de brandstoftanks gemonteerd op het dak van de bus.
Het lagevloer design werd wereldwijd gepromoot door Volvo toen het op de markt werd gebracht, op basis van toegevoegd vertrouwen tegenover de passagiers, en de toename in vervoersefficiëntie juist door het lagevloer ontwerp. Dit chassis werd opgevolgd door de Volvo B7L, Volvo B7RLE, Volvo B12B en Volvo B12BLE.

## Specificaties
De Volvo B10BLE kenmerkt zich door een Volvo DH10A motor die een verplaatsing heeft van 9,600cc. Het is een inwendige vier-takt zes-cilinder diesel motor met een turbolader en een luchtkoeler. De motor heeft een prestatievermogen van 245 pk (180 kW) tot 285 pk (210 kW). De motor kan de Euro 2 emissie-limiet halen.
Een Volvo GH10-serie (GH10A, GH10B, GH10C) natural gas of biogas motor is optioneel verkrijgbaar. Alle generaties van deze motor zijn vier-takt zes-cilinder verbrandingsmotor met een turbolader en een luchtkoeler. De motor heeft een prestatievermogen van 245 pk (180 kW) tot 295 pk (213 kW). De motor kan de Euro 4 emissie-limiet halen.

### Carrosserie
Op het vasteland van Europa waren de carrosseries van Säffle Karosserifabrik te Säffle en Aabenraa Karosserifabrik te Aabenraa.
In Australië werd de B10BLE meestal bekleed door bedrijven als Ansair, Phoenix Bus, Volgren en Custom Coaches.
In het Verenigd Koninkrijk hebben de meeste van de B10BLE een Wright Renown carrosserie en een klein aantal kregen een Alexander ALX300 carrosserie.
In België wordt het chassis ook gebruikt voor bussen zoals de Jonckheere Transit en de Jonckheere Communo.

## Inzetgebieden
In Nederland was Arriva de enige vervoerder die dit type bus, met een Carrus City carroserie, in zijn wagenpark had. Deze bussen werden oorspronkelijk aangeschaft voor de streeklijnen in Groningen, Drenthe en Friesland, maar na het verlies van de concessies werden de bussen overgeplaatst naar de concessies Waterland, DAV en Rivierenland.
| Land      | Bedrijf | Aantal | Series            | Opmerking |
| --------- | ------- | ------ | ----------------- | --- |
| Nederland | Arriva  | 20     | 5900, 5902 - 5919 | Bouwjaar: 1997. Serie was afkomstig van Lanstrafiken Malmohus (Zweden). 5908 heeft ook dienstgedaan bij de HOT in Denemarken. In 2002 in dienst bij Arriva Nederland. In 2010 zijn alle bussen geëxporteerd naar Arriva dochter TST in Portugal. |

## Foto's

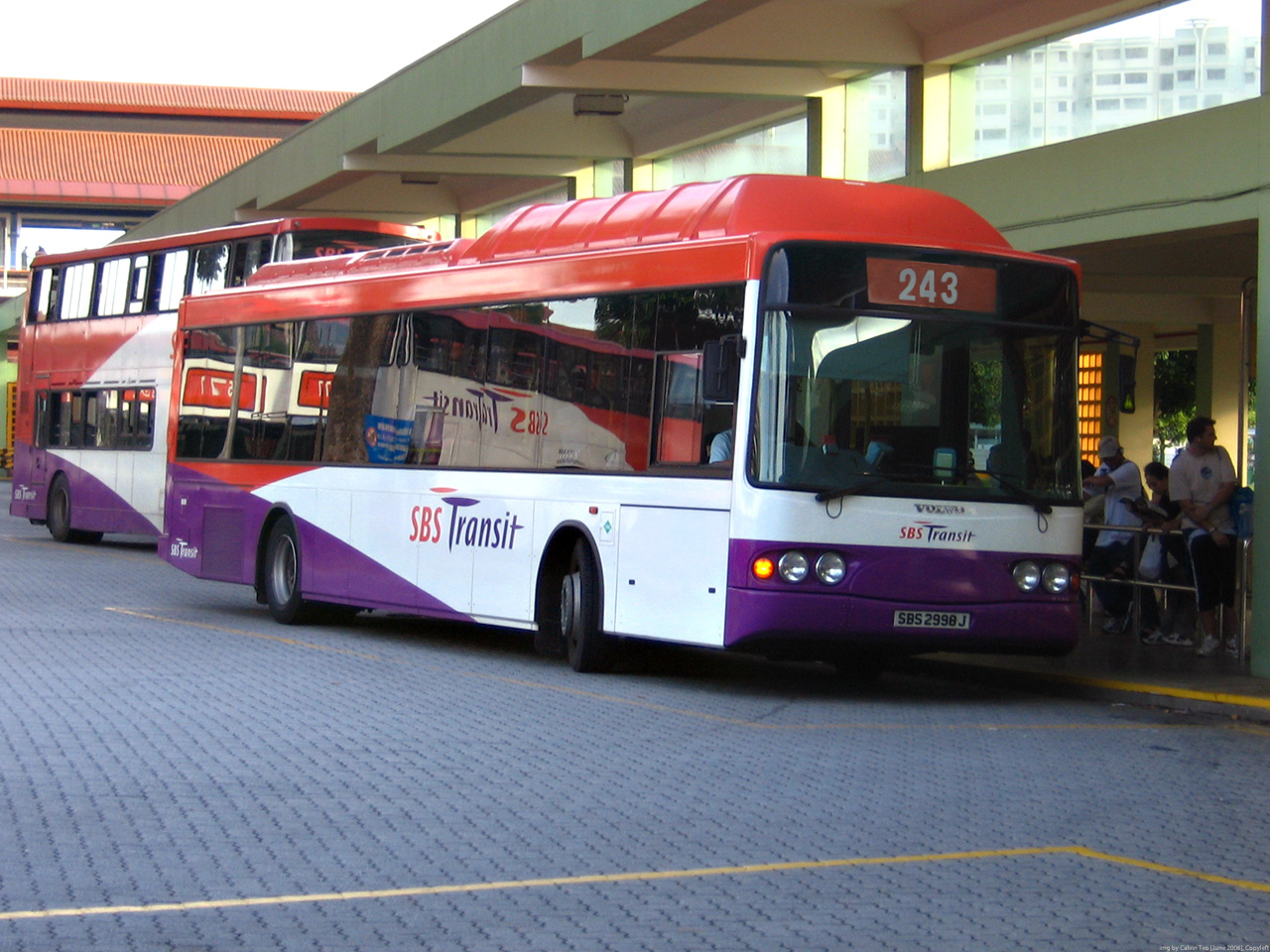
Volvo B10BLE bus CNG met Volgren-carrossorie, in dienst bij SBS Transit (Singapore).
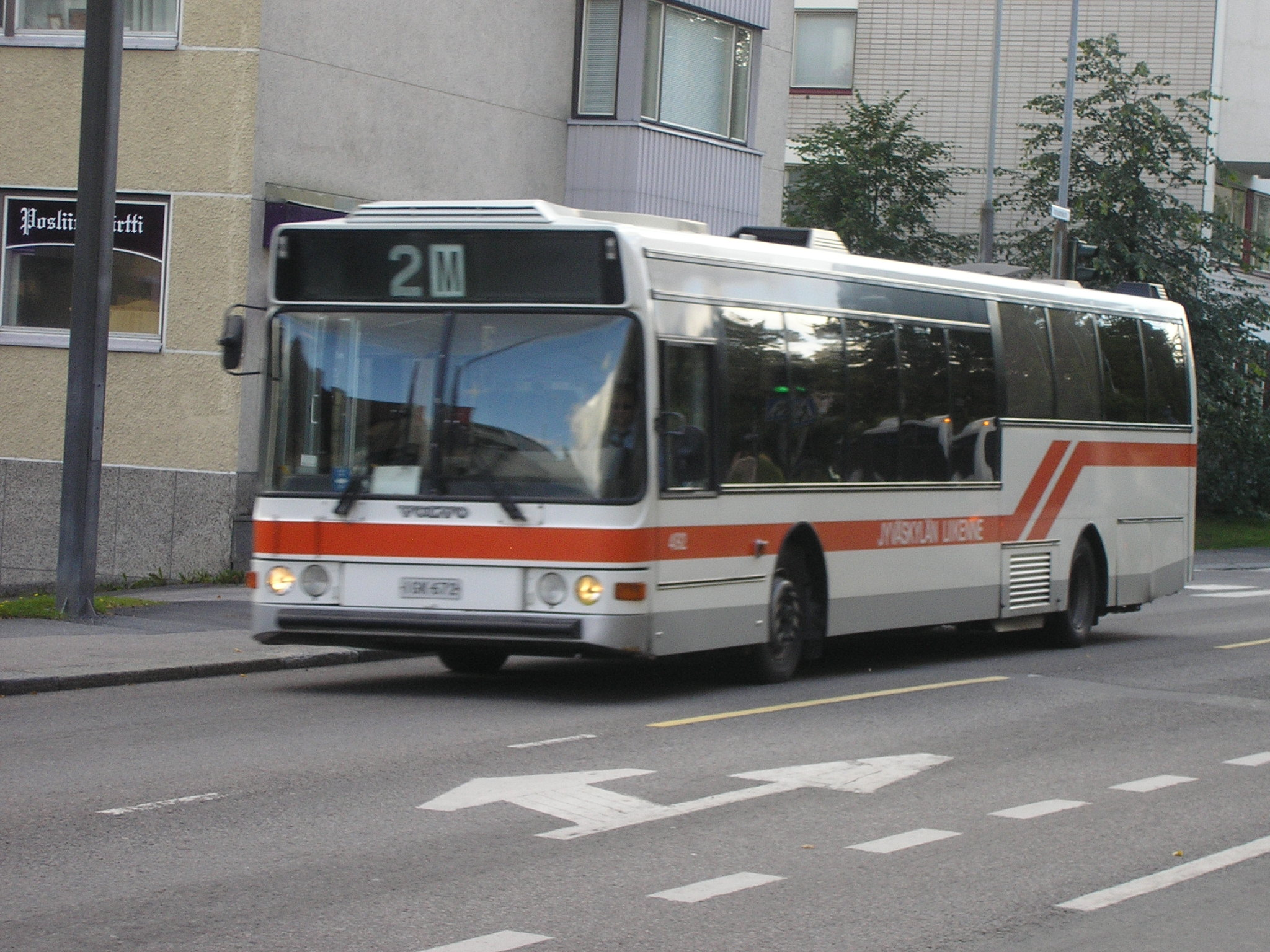
Zweedse Volvo B10BLE.